# Vigors' honingzuiger
De Vigors' honingzuiger (Aethopyga vigorsii) is een zangvogel uit de familie Nectariniidae (honingzuigers).

## Verspreiding en leefgebied
Deze soort is endemisch in westelijk India.